# Curio TI
| TI ist das Kürzel für den Kanton Tessin in der Schweiz. Es wird verwendet, um Verwechslungen mit anderen Einträgen des Namens Curio zu vermeiden. |

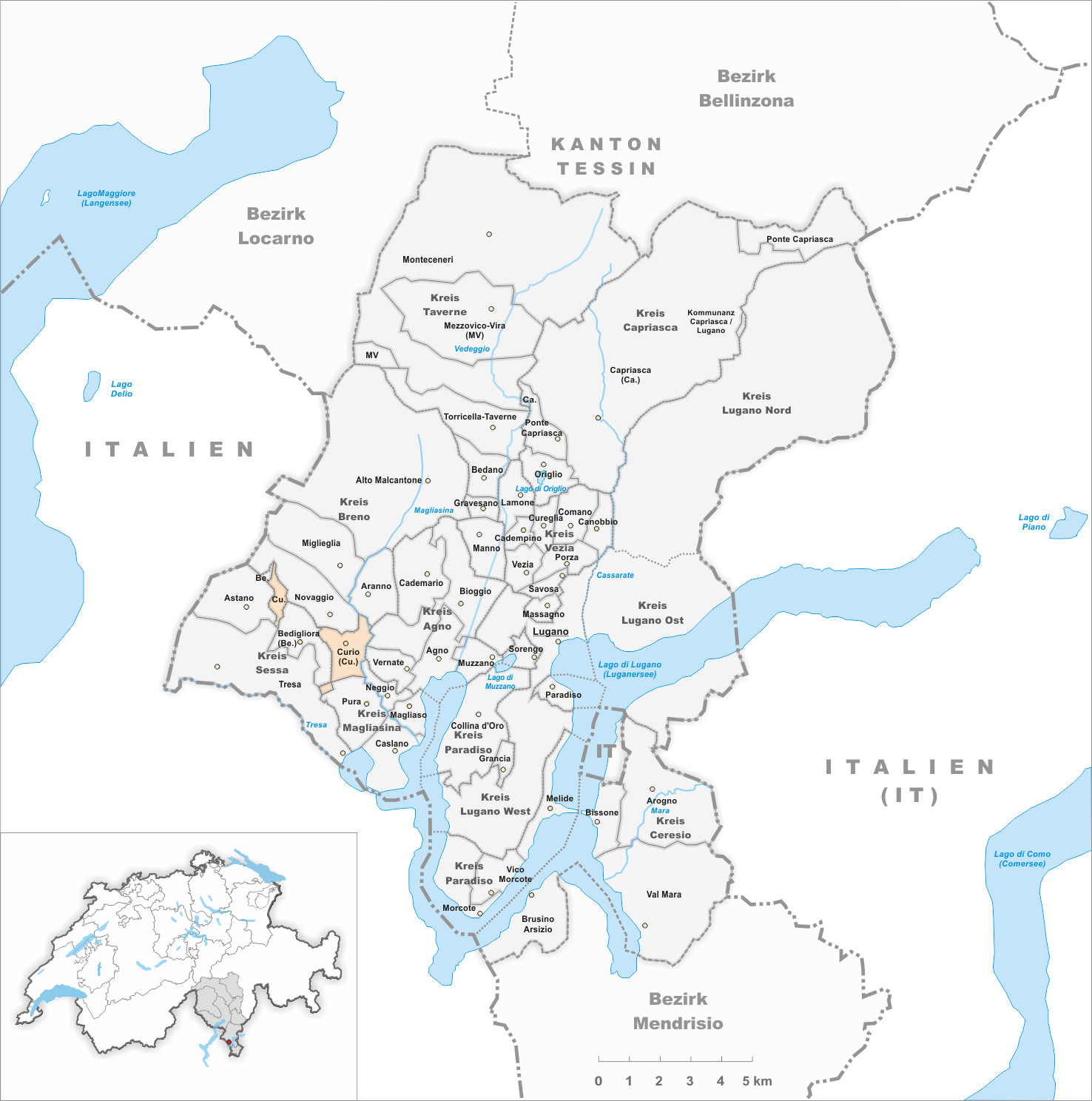
Gemeindestand bis zur Fusion am 6. April 2025

Curio ist ein Dorf in der politischen Gemeinde Lema im Schweizer Kanton Tessin. Bis zum 6. April 2025 bildete es eine eigenständige Gemeinde. 

Curio. Historisches Luftbild von Werner Friedli (1964)

## Geographie
Das Dorf liegt im mittleren Malcantone rund 3 Kilometer westlich von Agno im Südwesten des Kantons. Es liegt auf 556 m ü. M. am Südhang des 746 m ü. M. hohen Sciaroni (auch Gheggio) über dem Tal der Magliasina am Bach Riale di Molge. Dieser bildet unterhalb des Dorfes eine kleine Schlucht, ehe er in die Magliasina mündet, die die komplette östliche und nordöstliche Gemeindegrenze markiert. Im Südwesten erhebt sich der 813 m ü. M. hohe bewaldete Hügel I Mundínn (Monte Mondini), an dessen Westhang sich ein rund 0,1 km² grosses Gebiet erstreckt, das nur durch einen schmalen Korridor mit dem restlichen Gemeindegebiet zusammenhängt. Nordwestlich von Curio liegt auf 588 m ü. M. unterhalb des Monte Lema am Südosthang des Motto Croce die Exklave Bombinasco.

## Geschichte
Im Jahr 1196 wird das Dorf erstmals als Coira schriftlich erwähnt, später (1298) erscheint es als Cuyri. Im Jahr 1352 wird eine dem heiligen Petrus geweihte Kirche erwähnt. Um Bombinasco, einen Weiler zwischen Astano, Bedigliora und Sessa TI, stritten sich die Gemeinden Curio und Bedigliora lange; 1850 wurde er endgültig zu Curio geschlagen. Die heutige Dorfkirche stammt aus dem Jahr 1609.
Am 4. November 2014 ereignete sich in der Gemeinde Curio ein schwerer Erdrutsch vom Malcantone, bei dem zwei Menschen starben. Die Landstrasse nach Bombinasco (Fraktion der Gemeinde Curio) wurde darauf zwischen Astano und Banco gesperrt.
Am 26. November 2023 wurde in einer konsultativen Volksabstimmung der Vorschlag angenommen, mit den Nachbargemeinden Astano, Bedigliora, Miglieglia und Novaggio zur neuen Gemeinde Lema zu fusionieren und damit die 20 Jahre zuvor abgelehnte Idee wieder aufzugreifen. Die Fusion wurde am 6. April 2025 vollzogen.
Curio und Bombinasco bilden zusammen nach wie vor eine eigenständige Bürgergemeinde.

## Bevölkerung
Einwohnerzahlen: Volkszählungsdaten

## Verkehr
Das Dorf liegt an einer Nebenstrasse zwischen Novaggio und Pura. Diese führt über Pura nach Caslano am Luganersee, wo sie in die Hauptstrasse 398 einmündet. Oberhalb von Curio zweigt eine Nebenstrasse ab, die über Banco zum Weiler Bombinasco führt. Eine weitere Nebenstrasse verbindet Curio mit Bedigliora.

## Sehenswürdigkeiten
Das Dorfbild ist im Inventar der schützenswerten Ortsbilder der Schweiz (ISOS) als schützenswertes Ortsbild der Schweiz von nationaler Bedeutung eingestuft.
- Pfarrkirche San Pietro[9]
- In der Pfarrkirche San Pietro: Gemälde des Patrons und Reliquienschrein[9]
- Wallfahrtskapelle Madonna della Morella mit Fresko im Innern: Madonna und Heilige Lucia und Caterina, 1597 gemalt von Domenico Banchini aus Curio[9]
- Ehemalige Zeichenschule (heute «Museo del Malcantone»), Architekt: Luigi Fontana (1812–1877) aus Muggio; das Museum wurde 1989 eröffnet und befindet sich in einem neoklassizistischen Gebäude aus dem Jahre 1853. Es befasst sich mit der Kultur und Geschichte des Malcantone.[9][10] Am 10. September 1854 fand die Einweihung des Gebäudes statt.
- In der Kirche della Santissima Trinità im Ortsteil Bombinasco: Paliotto in Stuckmarmor#Scagliola[9]

## Sport
- Associazione Calcistica Lema[11]

## Wappen
Das Dorf Curio hat im Wappen einen Wolfskopf. Die Legende besagt, dass im Jahr 1885 ein Wolf das Dorf terrorisiert habe. Die Bewohner beschlossen, ihn zu jagen. Aber da brach ein Brand in einem Haus aus, in dem ein Kleinkind schlief. Aus dem brennenden Haus habe der Wolf das Kleinkind herausgetragen.

## Bilder

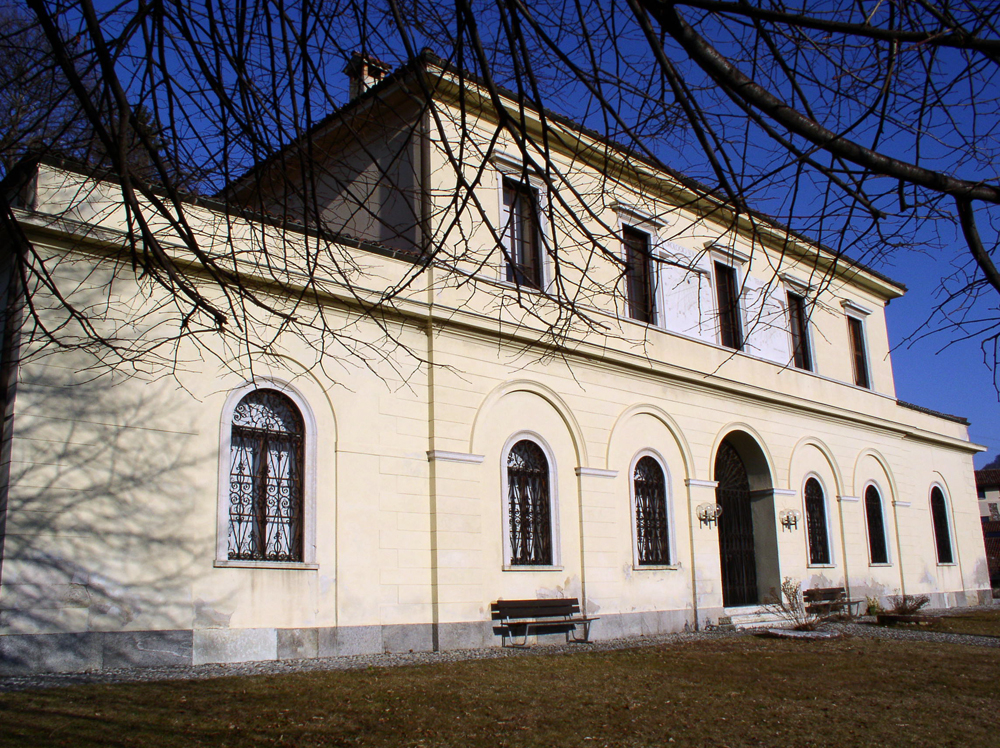
Museo del Malcantone
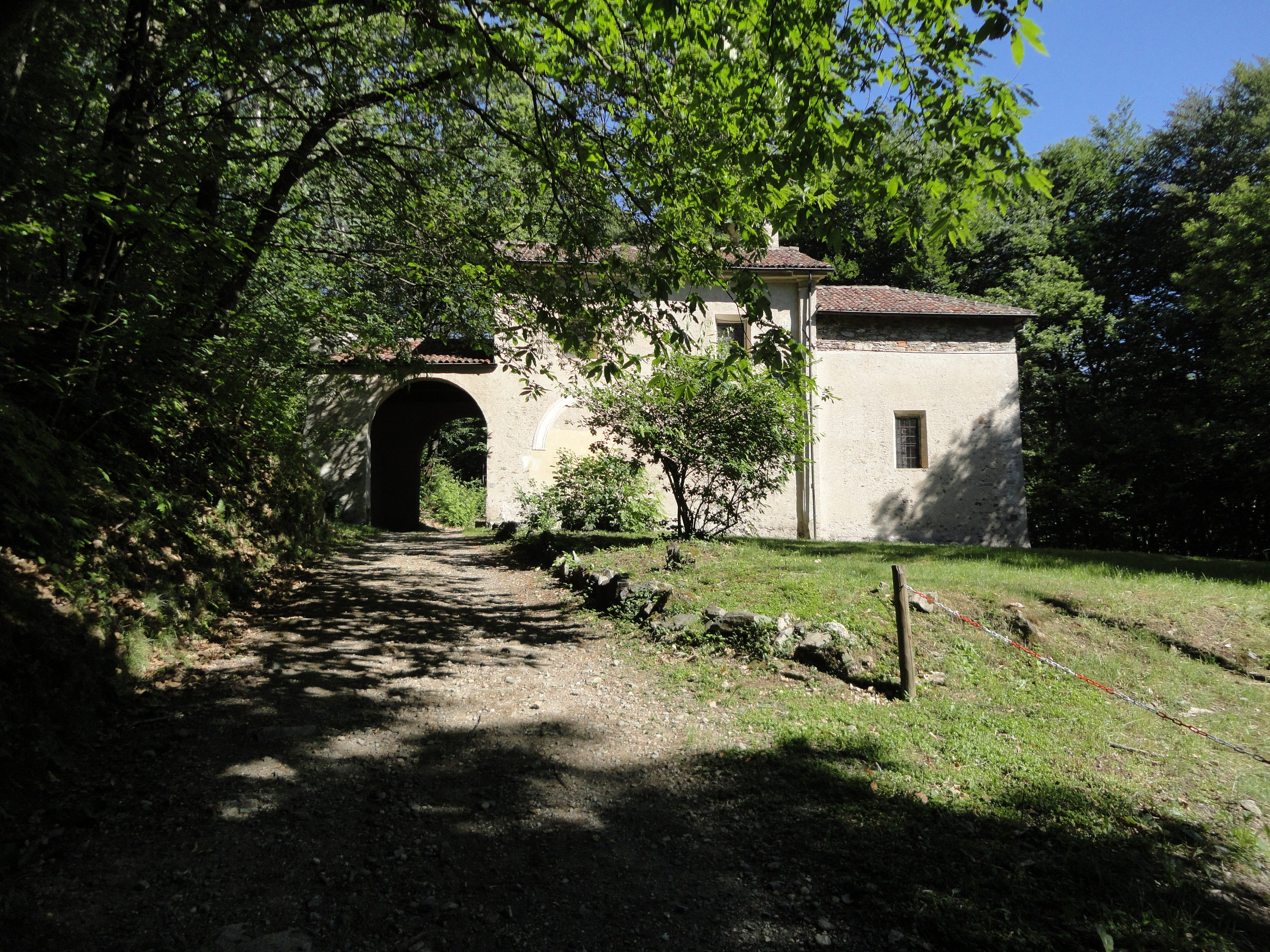
Madonna della Morella
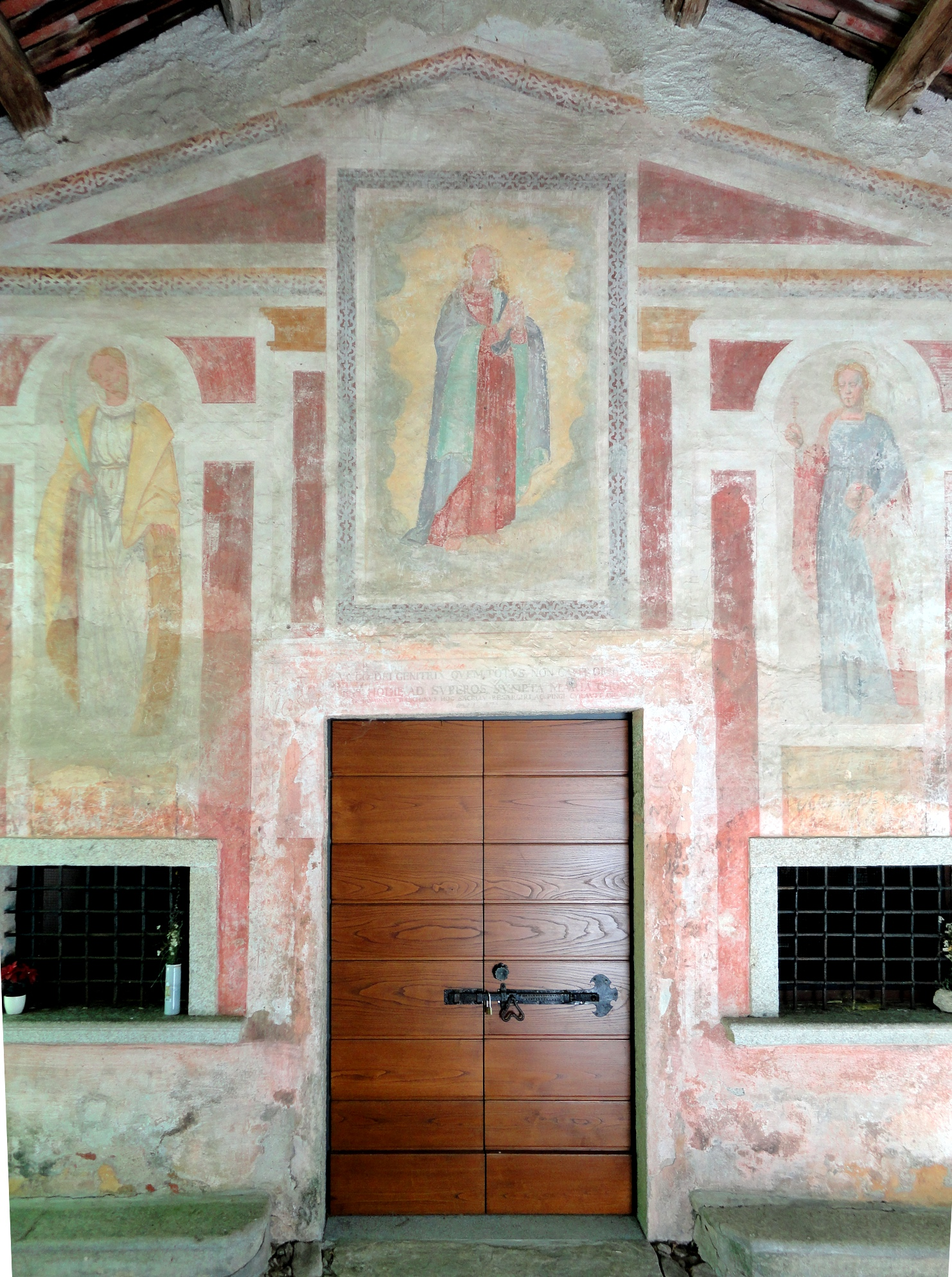
Madonna della Morella, Innenansicht